# Sawa Suicide
Sawa Suicide (* 26. Juli 1978 in Los Angeles, Kalifornien als Sarah June Remetch) ist eine US-amerikanische Filmregisseurin, Filmproduzentin, Model und Sängerin.

## Leben und berufliche Entwicklung
Remetch wuchs in Los Angeles auf und besuchte die West High School in Torrance. Im Jahr 2000 widmete sie sich dem Fotografieren und gründete unter dem Pseudonym „Dass Sawa“ ihr eigenes Atelier in Sun Valley in Kalifornien. Durch ihre Werke wurden die Gründer der Alt-Porn-Website SuicideGirls auf sie aufmerksam und verpflichteten sie als Fotografin. Gleichzeitig wurde sie auch Sängerin der Sludge-/Grindcore-Band Watch Me Burn, mit dieser nahm sie in den fünfjährigen Band bestehen zwei Alben auf und veröffentlichte zwei Demos. Sie machte sich in der Szene schnell einen Namen und gilt in den USA als Vorreiterin des weiblichen gutturalen Gesanges. Sie war lange Zeit die einzige Frau im Grindcore-Genre.
Durch ihr Auftreten mit Watch Me Burn machte sie sich in LA einen Namen und bekam 2006 einen Cameo-Auftritt in der CSI: NY-Folge Oedipus Hex. Ein Jahr später löste sich die Band Watch Me Burn auf und sie widmete sich wieder ganz der Fotografie. So agiert sie als Assistenz Kamerafrau an den Filmen London – Liebe des Lebens, The Wizard of Gore und I’m Still Here mit. Zudem war Remetch Materialassistent bei den Filmen Hard Candy und Zodiac – Die Spur des Killers. 2010 gab sie dann mit dem Horrorfilm Suicide Girls Must Die! letztendlich ihr Regie-Debüt und übernahm die Hauptrolle der Sawa. 2014 kehrte sie abermals zum Film zurück und agierte beim deutsch-amerikanischen Dokumentarfilm Everything That Rises Must Converge als Assistenz Kamerafrau. 2015 wirkte Remetch als Assistenz Kamerafrau bei Rob Zombies Horror-Thriller Film 31 mit.